# Otto Hermann Fritzsche

Otto Hermann Fritzsche

Otto Hermann Fritzsche (* 15. März 1882 in Leipzig; † 4. Juni 1908 in Meine) war ein deutscher Marine-Offizier und Konstrukteur des ersten Marineflugzeugs.

## Leben
Otto Fritzsche, der Sohn des Leipziger Unternehmers Hermann Traugott Fritzsche aus dessen zweiter Ehe mit Anna Dorothea Luise Brucker (1854–1903), besuchte von Ostern 1892 bis zum 31. Dezember 1896 das Königliche Gymnasium seiner Vaterstadt, das er in der Untertertia verließ.
Da er wenig Neigung zum Kaufmannsberuf hatte, trat er am 7. April 1900 als Seekadett in die Deckoffiziers-Schule der Kaiserlichen Marine in Kiel ein. Um den jungen Offiziersanwärter, bei dem sich nach Meinung eines Zeitgenossen die nonchalante Souveränität eines Sprosses aus vermögendem Hause mit einer entwaffnenden Offenheit und sächsischem Mutterwitz auf das Glücklichste verband, rankten sich bald eine Vielzahl von Bonmots und Anekdoten, die ihn bei Vorgesetzten und Mannschaft gleichermaßen bekannt und beliebt machten.
Sein Interesse und Verständnis für alle technischen Neuerungen führten ihn frühzeitig zum Motorsport und zur Beschäftigung mit dem Bau von Luftfahrzeugen.
Als er im Jahr 1901 von den Flugversuchen der Gebrüder Wright erfuhr, ließ er sich von seinem Bruder Karl, der zu dieser Zeit die US-amerikanische Niederlassung des väterlichen Unternehmens betreute, Konstruktionszeichnungen und Fotos der Wright-Fluggeräte aus Chicago übermitteln und begann eigene Modelle zu entwickeln.
Nachdem er durch den frühzeitigen Tod seines Vaters zu beträchtlichem Vermögen gelangt war, beauftragte er im Winter 1906 das Maschinenbauunternehmen Mordhorst in Kiel, ein Flugzeug nach seinen Plänen herzustellen. Am 28. Juni 1908 wollte er mit dem von ihm konstruierten Eindecker an einem anlässlich der Kieler Woche stattfindenden Flugtag teilnehmen.
Zuvor begab er sich in das Opel-Werk nach Rüsselsheim, um dort den von ihm konstruierten und bestellten Rennwagen abzuholen, mit dem er vom 9. bis 17. Juli 1908 an der Prinz-Heinrich-Fahrt (Berlin–Stettin–Kiel–Hamburg–Hannover–Köln–Trier–Frankfurt am Main) teilnehmen wollte. Auf der Rückfahrt von Rüsselsheim geriet sein Fahrzeug in Meine bei einem Ausweichmanöver ins Schleudern und kippte um. Von den vier Insassen wurden Oberleutnant zur See Otto Fritzsche und ein Begleiter, Kapitänleutnant Aßmann, aus dem Wagen geschleudert und dabei tödlich verletzt.
Der populäre Offizier, Motorsportler und Luftfahrtpionier wurde unter großer Teilnahme der Öffentlichkeit in der Familiengruft auf dem Neuen Johannisfriedhof in Leipzig beigesetzt.

## Die weitere Entwicklung des Fritzsche-Eindeckers
Durch den plötzlichen Tod seines Konstrukteurs konnte das Fritzsche-Flugzeug auf dem Flugtag in Kiel lediglich ausgestellt werden.
Das Flugzeug besaß drei Tragflächenpaare mit einer Gesamtfläche von 33 m² und einen 70-PS-Motor. Die vierblättrige Luftschraube wurde durch eine Fernwelle angetrieben. Für die damalige Zeit besaß der Motor – eine Eigenkonstruktion von Mordhorst – ein sehr günstiges Verhältnis zwischen Gewicht und Leistung: Für 1 PS betrug das Gewicht weniger als 1 kg. (...) Der Rumpf hatte 3 Laufräder und war 11 m lang. Das gesamte Flugzeug wog 320 kg.
Ottos älterer Bruder, Karl August Fritzsche, übernahm die Finanzierung der Weiterentwicklung des Fritzsche-Flugzeugs, für die der Marine-Oberingenieur Karl Loew (* 1869) gewonnen werden konnte. Nach dem Einbau eines 70-PS-Daimler-Motors mit 4 Zylindern und der Montage von Etrich-Rumpler-Tragflächen erfolgte im Frühjahr 1911 die Abnahme des Flugzeugs auf dem Flugplatz Johannisthal.
Am 18. Juni 1911 starteten Karl Loew und sein Fluggast, Kapitänleutnant Busch, mit der Fritzsche-Etrich-Taube von Sonderburg auf der Insel Alsen zum ersten Überseeflug nach Kiel. Dieser 85 km lange Flug, der in Abschnitten von 60 km über die Fördelandschaft der westlichen Ostsee führte, wird seitdem als Beginn der Seefliegerei von den deutschen Marinefliegern für sich reklamiert.
Der durch diesen Flug berühmt gewordene Eindecker wurde im Sommer 1911 durch seinen Besitzer, Karl August Fritzsche, der Kaiserlichen Marine zum Geschenk gemacht. In der Kaiserlichen Werft in Danzig konstruierte man im Sommer 1912 zu den Fahrgestellrädern Notschwimmer und machte somit das Fritzsche-Flugzeug, das das Marinekennzeichen E 1 erhielt, zum ersten Flugzeug der Marine.
Auf dem Seeweg wurde es in die deutsche Kolonie Tsingtau nach China verbracht, wo es als Aufklärungsflugzeug genutzt werden sollte. Bei seinem ersten Start, am 31. Juli 1914, stieß das Flugzeug mit seinem Piloten Müllerkowski gegen einen Berg, wobei es vollständig zerstört wurde. Aufgrund der rasanten technischen Entwicklung wurden keine weiteren Modelle dieses Prototyps in Auftrag gegeben.